# Чуреа (Њамц)
Чуреа (рум. Ciurea) насеље је у Румунији у округу Њамц у општини Панчешти. Oпштина се налази на надморској висини од 259 m.

## Становништво
Према подацима из 2002. године у насељу је живело 320 становника, од којих су сви румунске националности.